# Маунт Ривълстоук (национален парк)
Маунт Ривълстоук е национален парк в Канада, провинция Британска Колумбия.
Паркът е създаден през 1914 г. Има площ от 260 км². Природата в парка е изключително разнообразна, с гъсти иглилистни гори, алпийски ливади, високи безплодни голи хребети и ледници. Високите заснежени върхове на планините Селкърк са запазената марка на парка. От животните в парка най-разпространени са мечките гризли, карибуто и планинските кози. През по-голямата част от годината паркът е покрит с дълбок сняг, което привлича скиорите и търсачи на силни усещания.
Маунт Ривълстоук е признат като родното място на алпийските ски в Канада.